# Куче названо Скуби-Ду
Куче наѕвано Скуби Ду (енгл. A Pup Named Scooby-Doo) је америчка анимирана серија продуцирана од стране студија Хана Барбера. Представља осму цртану серију у Скуби Ду серијалу, и говори причу о Скуби Ду-у и његовом пријатељу човеку који решавају мистерије, слично дешавањима у Где си ти Скуби Ду телевизијској серији. Серију је покренуо Том Руџер и премијерно се емитовала 10. септембра 1988. године, емитујући четири сезоне на каналу АБЦ. Том Руџер је, као и већина радника, отишао из студија након продуцирања једне сезоне.